# 小行星6448
小行星6448是一颗围绕太阳公转的小行星。1991年2月8日，鈴木憲藏、浦田武在丰田市发现了此天体。
这颗小行星的绝对星等为308.38637等。